# Coppa del mondo di atletica leggera 1985
La Coppa del mondo di atletica leggera 1985 fu la quarta edizione della Coppa del mondo di atletica leggera e si tenne al Canberra Stadium, in Australia, dal 4 al 6 ottobre 1985.
Gli Stati Uniti vinsero la classifica maschile mentre la competizione femminie fu vinta per la terza edizione consecutiva dalla Germania Est.

## Risultati

### 100 m
| Pos. | Sq. | Atleta           | Ris.     |
| ---- | --- | ---------------- | -------- |
| 1    | AME | Ben Johnson      | 10.00 CR |
| 2    | AFR | Chidi Imoh       | 10.11    |
| 3    | DDR | Frank Emmelmann  | 10.17    |
| 4    | USA | Kirk Baptiste    | 10.17    |
| 5    | OCE | Gerrard Keating  | 10.22    |
| 6    | SUN | Nikolaj Jušmanov | 10.26    |
| 7    | EUR | Marian Woronin   | 10.45    |
| 8    | ASI | Zheng Cheng      | 10.48    |

| Pos. | Sq. | Atleta           | Ris.  |
| ---- | --- | ---------------- | ----- |
| 1    | DDR | Marlies Göhr     | 11.10 |
| 2    | AME | Grace Jackson    | 11.30 |
| 2    | SUN | Marina Žirova    | 11.30 |
| 4    | EUR | Anelija Nuneva   | 11.50 |
| 5    | AFR | Rufina Ubah      | 11.55 |
| 6    | OCE | Jenny Flaherty   | 11.79 |
| 7    | USA | Kathrene Wallace | 11.86 |
| 8    | ASI | Lee Young-Sook   | 11.92 |

### 200 m
| Pos. | Sq. | Atleta            | Ris.  |
| ---- | --- | ----------------- | ----- |
| 1    | AME | Robson da Silva   | 20.44 |
| 2    | RDA | Frank Emmelmann   | 20.51 |
| 3    | OCE | Darren Clark      | 20.78 |
| 4    | ASI | Chang Jae-Keun    | 20.90 |
| 5    | EUR | Carlo Simionato   | 21.09 |
| 6    | URS | Vladimir Murav'ëv | 21.13 |
| 7    | AFR | Simeon Kipkemboi  | 21.50 |
|      | USA | Kirk Baptiste     | DQ    |

| Pos. | Sq. | Atleta        | Ris.  |
| ---- | --- | ------------- | ----- |
| 1    | RDA | Marita Koch   | 21.90 |
| 2    | AME | Grace Jackson | 22.61 |
| 3    | URS | Marina Žirova | 22.66 |
| 4    | EUR | Ewa Kasprzyk  | 23.05 |
| 5    | USA | Pam Marshall  | 23.15 |
| 6    | OCE | Maree Chapman | 23.71 |
| 7    | AFR | Rufina Ubah   | 24.02 |
| 8    | ASI | Vandana Rao   | 24.38 |

### 400 m
| Pos. | Sq. | Atleta            | Ris.     |
| ---- | --- | ----------------- | -------- |
| 1    | USA | Michael Franks    | 44.47 CR |
| 2    | RDA | Thomas Schönlebe  | 44.72    |
| 3    | AFR | Innocent Egbunike | 44.99    |
| 4    | OCE | Darren Clark      | 45.12    |
| 5    | URS | Vladimir Krylov   | 45.73    |
| 6    | AME | Héctor Daley      | 46.04    |
| 7    | EUR | Aldo Canti        | 46.21    |
| 8    | ASI | Mohammed AI-Malky | 47.18    |

| Pos. | Sq. | Atleta                | Ris.     |
| ---- | --- | --------------------- | -------- |
| 1    | RDA | Marita Koch           | 47.60 WR |
| 2    | URS | Ol'ga Vladykina       | 48.27    |
| 3    | USA | Lillie Leatherwood    | 50.43    |
| 4    | AME | Ana Fidelia Quirot    | 50.86    |
| 5    | EUR | Jarmila Kratochvílová | 50.95    |
| 6    | OCE | Debbie Flintoff-King  | 51.57    |
| 7    | ASI | Pilavullakandi Usha   | 51.61    |
| 8    | AFR | Kehinde Vaughan       | 53.16    |

### 800 m
| Pos. | Sq. | Atleta              | Ris.    |
| ---- | --- | ------------------- | ------- |
| 1    | AFR | Sammy Koskei        | 1:45.14 |
| 2    | URS | Viktor Kalinkin     | 1:45.72 |
| 3    | AME | Agberto Guimarães   | 1:45.83 |
| 4    | RDA | Detlef Wagenknecht  | 1:45.83 |
| 5    | EUR | Rob Druppers        | 1:46.27 |
| 6    | USA | John Marshall       | 1:47.46 |
| 7    | OCE | Peter Pearless      | 1:54.15 |
|      | ASI | Batumalai Rajakumar | DNF     |

| Pos. | Sq. | Atleta                | Ris.    |
| ---- | --- | --------------------- | ------- |
| 1    | RDA | Christine Wachtel     | 2:01.57 |
| 2    | EUR | Jarmila Kratochvílová | 2:01.99 |
| 3    | URS | Nadežda Olizarenko    | 2:02.17 |
| 4    | AME | Ana Fidelia Quirot    | 2:03.57 |
| 5    | USA | Joetta Clark          | 2:03.81 |
| 6    | AFR | Salma Chirchir        | 2:04.16 |
| 7    | OCE | Wendy Old             | 2:05.36 |
| 8    | ASI | Shiny Abraham         | 2:06.39 |

### 1500 m
| Pos. | Sq. | Atleta              | Ris.    |
| ---- | --- | ------------------- | ------- |
| 1    | AFR | Omer Khalifa        | 3:41.16 |
| 2    | RDA | Olaf Beyer          | 3:41.26 |
| 3    | URS | Igor' Lotarev       | 3:41.92 |
| 4    | EUR | José Manuel Abascal | 3:42.16 |
| 5    | OCE | Mike Hillardt       | 3:42.65 |
| 6    | USA | Craig Masback       | 3:46.54 |
| 7    | AME | David Campbell      | 3:47.93 |
| 8    | ASI | Bagicha Singh       | 3:54.88 |

| Pos. | Sq. | Atleta              | Ris.    |
| ---- | --- | ------------------- | ------- |
| 1    | RDA | Hildegard Körner    | 4:10.86 |
| 2    | URS | Ravilja Agletdinova | 4:11.21 |
| 3    | EUR | Doina Melinte       | 4:19.66 |
| 4    | ASI | Yang Liuxia         | 4:20.73 |
| 5    | AME | Ulla Marquette      | 4:21.25 |
| 6    | AFR | Mary Chemweno       | 4:24.97 |
| 7    | OCE | Anne McKenzie       | 4:27.33 |
|      | USA |                     | DNS     |

### 5000 m / 3000 m
| Pos. | Sq. | Atleta              | Ris.     |
| ---- | --- | ------------------- | -------- |
| 1    | USA | Doug Padilla        | 14:04.11 |
| 2    | EUR | Stefano Mei         | 14:05.99 |
| 3    | AFR | Wodajo Bulti        | 14:07.17 |
| 4    | RDA | Frank Heine         | 14:07.60 |
| 5    | URS | Aleksandr Chudjakov | 14:10.35 |
| 6    | OCE | Dean Crowe          | 14:11.32 |
| 7    | AME | Mauricio González   | 14:11.78 |
| 8    | ASI | Kozo Akutsu         | 14:12.72 |

| Pos. | Sq. | Atleta               | Ris.     |
| ---- | --- | -------------------- | -------- |
| 1    | RDA | Ulrike Bruns         | 9:14.65  |
| 2    | URS | Tat'jana Pozdnjakova | 9:15.65  |
| 3    | USA | Cindy Bremser        | 9:21.15  |
| 4    | OCE | Sharon Dalton        | 9:27.34  |
| 5    | ASI | Li Xiuxia            | 9:31.80  |
| 6    | AFR | Helen Kimaiyo        | 9:33.41  |
| 7    | AME | Geri Fitch           | 9:46.68  |
| 8    | EUR | Monika Schäfer       | 10:03.47 |

### 10000 m
| Pos. | Sq. | Atleta             | Ris.     |
| ---- | --- | ------------------ | -------- |
| 1    | AFR | Wodajo Bulti       | 29:22.96 |
| 2    | USA | Pat Porter         | 29:23.02 |
| 3    | RDA | Werner Schildhauer | 29:25.63 |
| 4    | AME | Martín Pitayo      | 29:35.85 |
| 5    | EUR | Vincent Rousseau   | 29:53.23 |
| 6    | OCE | Rex Wilson         | 30:06.23 |
| 7    | URS | Gennadij Temnikov  | 30:09.94 |
| 8    | ASI | Zhang Guowei       | 30:06.23 |

| Pos. | Sq. | Atleta           | Ris.     |
| ---- | --- | ---------------- | -------- |
| 1    | EUR | Aurora Cunha     | 32:07.50 |
| 2    | USA | Mary Knisely     | 32:19.93 |
| 3    | URS | Ol'ga Bondarenko | 32:27.70 |
| 4    | RDA | Ines Bibernell   | 32:45.58 |
| 5    | AFR | Hassania Darami  | 33:46.69 |
| 6    | AME | Mónica Regonessi | 34:04.42 |
|      | ASI | Yuko Gordon      | DNF      |
|      | OCE | Lisa Martin      | DNF      |

### 3000 m siepi
| \| Pos. \| Sq. \| Atleta \| Ris. \| \| ---- \| --- \| --------------- \| ------- \| \| 1 \| AFR \| Julius Kariuki \| 8:39.51 \| \| 2 \| USA \| Henry Marsh \| 8:39.55 \| \| 3 \| AME \| Graeme Fell \| 8:40.30 \| \| 4 \| URS \| Ivan Konovalov \| 8:41.46 \| \| 5 \| RDA \| Hagen Melzer \| 8:42.92 \| \| 6 \| EUR \| Joseph Mahmoud \| 8:50.86 \| \| 7 \| OCE \| Peter Renner \| 8:54.96 \| \| 8 \| ASI \| Snigeyuki Aikyo \| 8:55.35 \| |     |                 |         |
| Pos. | Sq. | Atleta          | Ris.    |
| 1 | AFR | Julius Kariuki  | 8:39.51 |
| 2 | USA | Henry Marsh     | 8:39.55 |
| 3 | AME | Graeme Fell     | 8:40.30 |
| 4 | URS | Ivan Konovalov  | 8:41.46 |
| 5 | RDA | Hagen Melzer    | 8:42.92 |
| 6 | EUR | Joseph Mahmoud  | 8:50.86 |
| 7 | OCE | Peter Renner    | 8:54.96 |
| 8 | ASI | Snigeyuki Aikyo | 8:55.35 |

### 110/100 m ostacoli
| Pos. | Sq. | Atleta            | Ris.  |
| ---- | --- | ----------------- | ----- |
| 1    | USA | Tonie Campbell    | 13.35 |
| 2    | URS | Sergej Usov       | 13.62 |
| 3    | RDA | Jörg Naumann      | 13.76 |
| 4    | OCE | Donald Wright     | 13.79 |
| 5    | ASI | Yu Zhicheng       | 13.83 |
| 5    | EUR | György Bakos      | 13.83 |
| 7    | AFR | René Djédjémel    | 14.20 |
| 8    | AME | Jesús Aguilasocho | 14.64 |

| Pos. | Sq. | Atleta             | Ris.  |
| ---- | --- | ------------------ | ----- |
| 1    | RDA | Cornelia Oschkenat | 12.72 |
| 2    | EUR | Ginka Zagorcheva   | 12.72 |
| 3    | URS | Svetlana Gusarova  | 13.01 |
| 4    | ASI | Liu Huajin         | 13.20 |
| 5    | OCE | Glynis Nunn        | 13.25 |
| 6    | AFR | Maria Usifo        | 13.34 |
| 7    | USA | Pamela Page        | 13.49 |
| 8    | AME | Cecilia Branch     | 13.75 |

### 400 m ostacoli
| Pos. | Sq. | Atleta             | Ris.  |
| ---- | --- | ------------------ | ----- |
| 1    | USA | André Phillips     | 48.42 |
| 2    | URS | Aleksandr Vasil'ev | 48.61 |
| 3    | EUR | Harald Schmid      | 48.83 |
| 4    | AFR | Amadou Dia Bâ      | 48.98 |
| 5    | RDA | Hans-Jürgen Ende   | 50.22 |
| 6    | ASI | Ahmed Hamada       | 50.63 |
| 7    | AME | Pedro Chiamulera   | 51.44 |
| 8    | OCE | Wayne Paul         | 52.15 |

| Pos. | Sq. | Atleta                | Ris.  |
| ---- | --- | --------------------- | ----- |
| 1    | RDA | Sabine Busch          | 54.44 |
| 2    | USA | Judi Brown-King       | 55.10 |
| 3    | OCE | Debbie Flintoff-King  | 55.34 |
| 4    | AFR | Nawal El Moutawakel   | 56.05 |
| 5    | ASI | Pilavullakandi Usha   | 56.35 |
| 6    | URS | Margarita Ponomaryova | 56.90 |
| 7    | EUR | Genowefa Blaszak      | 57.50 |
| 8    | AME | Gwen Wall             | 58.13 |

### Salto in alto
| Pos. | Sq. | Atleta           | Ris.    |
| ---- | --- | ---------------- | ------- |
| 1    | EUR | Patrik Sjöberg   | 2.31 CR |
| 2    | USA | James Howard     | 2.28    |
| 3    | AME | Javier Sotomayor | 2.28    |
| 4    | URS | Igor' Paklin     | 2.25    |
| 5    | RDA | Andreas Sam      | 2.20    |
| 6    | ASI | Shuji Ujino      | 2.15    |
| 7    | AFR | Moussa Fall      | 2.10    |
| 8    | OCE | John Atkinson    | 2.10    |

| Pos. | Sq. | Atleta             | Ris.    |
| ---- | --- | ------------------ | ------- |
| 1    | EUR | Stefka Kostadinova | 2.00 CR |
| 2    | URS | Tamara Bykova      | 1.97    |
| 3    | RDA | Susanne Helm       | 1.97    |
| 4    | AME | Silvia Costa       | 1.97    |
| 5    | OCE | Christine Stanton  | 1.88    |
| 6    | ASI | Yang Wenqin        | 1.85    |
| 7    | USA | Coleen Sommer      | 1.80    |
| 8    | AFR | Awa Dioum N'Diaye  | 1.70    |

### Salto con l'asta
| \| Pos. \| Sq. \| Atleta \| Ris. \| \| ---- \| --- \| --------------- \| ------- \| \| 1 \| URS \| Sergej Bubka \| 5.85 CR \| \| 2 \| EUR \| Philippe Collet \| 5.60 \| \| 3 \| USA \| Tim Bright \| 5.40 \| \| 4 \| ASI \| Ji Zebiao \| 5.20 \| \| 5 \| RDA \| Christoph Pietz \| 5.20 \| \| 6 \| OCE \| Neil Honey \| 4.70 \| \| 7 \| AFR \| Chokri Abahnini \| 4.50 \| \| \| AME \| Rubén Camino \| NH \| |     |                 |         |
| Pos. | Sq. | Atleta          | Ris.    |
| 1 | URS | Sergej Bubka    | 5.85 CR |
| 2 | EUR | Philippe Collet | 5.60    |
| 3 | USA | Tim Bright      | 5.40    |
| 4 | ASI | Ji Zebiao       | 5.20    |
| 5 | RDA | Christoph Pietz | 5.20    |
| 6 | OCE | Neil Honey      | 4.70    |
| 7 | AFR | Chokri Abahnini | 4.50    |
| | AME | Rubén Camino    | NH      |

### Salto in lungo
| Pos. | Sq. | Atleta         | Ris. |
| ---- | --- | -------------- | ---- |
| 1    | USA | Mike Conley    | 8.20 |
| 2    | URS | Robert Ėmmijan | 8.09 |
| 3    | EUR | László Szalma  | 8.09 |
| 4    | OCE | Gary Honey     | 7.98 |
| 5    | ASI | Liu Yuhuang    | 7.98 |
| 6    | AME | Ubaldo Duany   | 7.87 |
| 7    | RDA | Uwe Lange      | 7.76 |
| 8    | AFR | Paul Emordi    | 7.63 |

| Pos. | Sq. | Atleta                  | Ris.     |
| ---- | --- | ----------------------- | -------- |
| 1    | RDA | Heike Drechsler         | 7.27 CR  |
| 2    | URS | Galina Čistjakova       | 7.00     |
| 3    | USA | Carol Lewis             | 6.88     |
| 4    | OCE | Robyn Lorraway          | 6.80     |
| 5    | EUR | Sabine Braun            | 6.62     |
| 6    | AME | Shonel Ferguson         | 6.53 (w) |
| 7    | ASI | Huang Donghuo           | 6.29     |
| 8    | AFR | Marianne Mendoza-Diallo | 5.40     |

### Salto triplo
| \| Pos. \| Sq. \| Atleta \| Ris. \| \| ---- \| --- \| ---------------- \| --------- \| \| 1 \| USA \| Willie Banks \| 17.58 CR \| \| 2 \| URS \| Oleg Procenko \| 17.47 \| \| 3 \| EUR \| Hristo Markov \| 17.13 \| \| 4 \| RDA \| Volker Mai \| 17.07 \| \| 5 \| AFR \| Paul Emordi \| 16.89 \| \| 6 \| AME \| Lazaro Balcindes \| 16.74 (w) \| \| 7 \| ASI \| Tian Hongxin \| 16.49 \| \| 8 \| OCE \| Peter Beames \| 16.12 \| |     |                  |           |
| Pos. | Sq. | Atleta           | Ris.      |
| 1 | USA | Willie Banks     | 17.58 CR  |
| 2 | URS | Oleg Procenko    | 17.47     |
| 3 | EUR | Hristo Markov    | 17.13     |
| 4 | RDA | Volker Mai       | 17.07     |
| 5 | AFR | Paul Emordi      | 16.89     |
| 6 | AME | Lazaro Balcindes | 16.74 (w) |
| 7 | ASI | Tian Hongxin     | 16.49     |
| 8 | OCE | Peter Beames     | 16.12     |

### Getto del peso
| Pos. | Sq. | Atleta            | Ris.     |
| ---- | --- | ----------------- | -------- |
| 1    | RDA | Ulf Timmermann    | 22.00 CR |
| 2    | URS | Sergej Smirnov    | 21.72    |
| 3    | EUR | Alessandro Andrei | 21.14    |
| 4    | USA | Dave Laut         | 20.51    |
| 5    | AME | Gert Weil         | 19.50    |
| 6    | AFR | Mohammed Achouche | 18.41    |
| 7    | ASI | Balwinder Singh   | 17.11    |
| 8    | OCE | Wayne Barber      | 16.15    |

| Pos. | Sq. | Atleta              | Ris.  |
| ---- | --- | ------------------- | ----- |
| 1    | URS | Natal'ja Lisovskaja | 20.69 |
| 2    | RDA | Heike Hartwig       | 19.98 |
| 3    | EUR | Helena Fibingerová  | 19.17 |
| 4    | OCE | Gael Martin         | 18.04 |
| 5    | ASI | Cong Yuzhen         | 17.83 |
| 6    | USA | Ramona Pagel        | 17.31 |
| 7    | AME | Rosa Fernández      | 16.65 |
| 8    | AFR | Souad Maloussi      | 15.80 |

### Lancio del disco
| Pos. | Sq. | Atleta               | Ris.     |
| ---- | --- | -------------------- | -------- |
| 1    | URS | Georgij Kolnootčenko | 69.08 CR |
| 2    | RDA | Jürgen Schult        | 68.30    |
| 3    | AME | Luis Delís           | 67.60    |
| 4    | EUR | Imrich Bugár         | 62.96    |
| 5    | USA | John Powell          | 62.82    |
| 6    | OCE | Paul Nandapi         | 58.84    |
| 7    | AFR | Ahmed Kamel Shata    | 35.74    |
| 8    | ASI | Li Weinan            | DNS      |

| Pos. | Sq. | Atleta              | Ris.     |
| ---- | --- | ------------------- | -------- |
| 1    | RDA | Martina Opitz       | 69.78 CR |
| 2    | URS | Galina Savinkova    | 67.30    |
| 3    | AME | Maritza Martén      | 66.54    |
| 4    | EUR | Tsvetanka Khristova | 61.90    |
| 5    | ASI | Li Xiaohui          | 57.74    |
| 6    | USA | Carol Cady          | 56.52    |
| 7    | OCE | Sue Reinwald        | 53.92    |
| 8    | AFR | Zoubida Laayouni    | 49.68    |

### Lancio del martello
| \| Pos. \| Sq. \| Atleta \| Ris. \| \| ---- \| --- \| ------------------ \| -------- \| \| 1 \| URS \| Jüri Tamm \| 82.12 CR \| \| 2 \| RDA \| Günther Rodehau \| 78.44 \| \| 3 \| USA \| Jud Logan \| 76.68 \| \| 4 \| EUR \| Frantisek Vrbka \| 71.62 \| \| 5 \| AFR \| Hakim Toumi \| 69.84 \| \| 6 \| OCE \| Hans-Martin Lotz \| 67.30 \| \| 7 \| AME \| Francisco Soria \| 62.38 \| \| 8 \| ASI \| Raghubir Singh Bal \| 60.92 \| |     |                    |          |
| Pos. | Sq. | Atleta             | Ris.     |
| 1 | URS | Jüri Tamm          | 82.12 CR |
| 2 | RDA | Günther Rodehau    | 78.44    |
| 3 | USA | Jud Logan          | 76.68    |
| 4 | EUR | Frantisek Vrbka    | 71.62    |
| 5 | AFR | Hakim Toumi        | 69.84    |
| 6 | OCE | Hans-Martin Lotz   | 67.30    |
| 7 | AME | Francisco Soria    | 62.38    |
| 8 | ASI | Raghubir Singh Bal | 60.92    |

### Lancio del giavellotto
| Pos. | Sq. | Atleta               | Ris.     |
| ---- | --- | -------------------- | -------- |
| 1    | RDA | Uwe Hohn             | 96.96 CR |
| 2    | URS | Heino Puuste         | 87.40    |
| 3    | USA | Tom Petranoff        | 87.34    |
| 4    | EUR | Dave Ottley          | 87.00    |
| 5    | OCE | John Stapylton-Smith | 76.94    |
| 6    | AME | Michael Mahovlich    | 76.14    |
| 7    | ASI | Pubu Ciren           | 75.46    |
| 8    | AFR | Ahmed Mahour Bacha   | 72.72    |

| Pos. | Sq. | Atleta           | Ris.     |
| ---- | --- | ---------------- | -------- |
| 1    | URS | Ol'ga Gavrilova  | 66.80 PB |
| 2    | RDA | Petra Felke      | 66.22    |
| 3    | EUR | Fatima Whitbread | 65.12    |
| 4    | OCE | Sue Howland      | 63.58    |
| 5    | AFR | Agnès Tchuinté   | 57.86    |
| 6    | ASI | Zhu Hongyang     | 55.90    |
| 7    | AME | María Colón      | 54.00    |
| 8    | USA | Cathy Sulinski   | 53.78    |

### Staffetta 4 x 100
| Pos. | Sq. | Atleta                                                                     | Ris.     |
| ---- | --- | -------------------------------------------------------------------------- | -------- |
| 1    | USA | Harvey Glance, Kirk Baptiste, Calvin Smith, Dwayne Evans                   | 38.10 WL |
| 2    | AME | Desai Williams, Robson da Silva, Leandro Peñalver, Ben Johnson             | 38.31    |
| 3    | URS | Nikolaj Jušmanov, Aleksandr Semënov, Aleksandr Evgen'ev, Vladimir Murav'ëv | 38.35    |
| 4    | RDA | Heiko Truppel, Steffen Bringmann, Torsten Heimrath, Frank Emmelmann        | 38.39    |
| 5    | EUR | Antonio Ullo, Stefano Tilli, Pierfrancesco Pavoni, Carlo Simionato         | 38.76    |
| 6    | OCE | Robert Stone, Peter Van Miltenberg, Clayton Kearney, Gerrard Keating       | 39.35    |
| 7    | AFR | Victor Edet, Ikpoto Eseme, Iziak Adeyanju, Chidi Imoh                      | 39.55    |
| 8    | ASI | Li Feng, Cai Jianming, Yu Zhuanghui, Zheng Cheng                           | 39.74    |

| Pos. | Sq. | Atleta                                                                 | Ris.     |
| ---- | --- | ---------------------------------------------------------------------- | -------- |
| 1    | RDA | Silke Gladisch, Sabine Rieger, Ingrid Auerswald, Marlies Göhr          | 41.37 WR |
| 2    | URS | Antonina Nastoburko, Natal'ja Bočina, Marina Žirova, Ėl'vira Barbašina | 42.54    |
| 3    | EUR | Iwona Pakula, Ginka Zagorcheva, Ewa Pisiewicz, Ewa Kaspryzk            | 43.38    |
| 4    | AME | Angela Phipps, Grace Jackson, Esmie Lawrence, Molly Killingbeck        | 43.39    |
| 5    | USA | Pamela Page, Susan Shurr, Ella Smith, Pam Marshall                     | 44.03    |
| 6    | AFR | Grace Armah, Doris Wiredu, Cynthia Quartey, Martha Appiah              | 44.76    |
| 7    | ASI | Zhang Jianmei, Pan Weixin, Tian Yumei, Liu Huajin                      | 45.16    |
|      | OCE | Kerry Johnson, Maree Chapman, Jenny Flaherty, Andrea Wade              | DQ       |

### Staffetta 4 x 400
| Pos. | Sq. | Atleta                                                                   | Ris.    |
| ---- | --- | ------------------------------------------------------------------------ | ------- |
| 1    | USA | Walter McCoy, André Phillips, Ray Armstead, Michael Franks               | 3:00.71 |
| 2    | RDA | Frank Möller, Matthias Schersing, Guido Lieske, Thomas Schönlebe         | 3:00.82 |
| 3    | OCE | Bruce Frayne, Gary Minihan, Alan Ozolins, Darren Clark                   | 3:01.35 |
| 4    | EUR | Pierfrancesco Pavoni, Klaus Just, Jörg Vaihinger, Angel Heras            | 3:01.46 |
| 5    | URS | Aleksandr Troščilo, Aleksandr Vasil'ev, Vladimir Prosin, Vladimir Krylov | 3:03.17 |
| 6    | AME | Leandro Peñalver, Ian Morris, Héctor Daley, Roberto Hernández            | 3:03.52 |
| 7    | ASI | Takeo Suzuki, Abdul Yussouf, Hiromi Kawasumi, Mohammed Al-Malky          | 3:10.20 |
|      | AFR | Sunday Uti, David Kitur, Gabriel Tiacoh, Innocent Egbunike               | DQ      |

| Pos. | Sq. | Atleta                                                                   | Ris.       |
| ---- | --- | ------------------------------------------------------------------------ | ---------- |
| 1    | RDA | Kirsten Emmelmann, Sabine Busch, Dagmar Neubauer, Marita Koch            | 3:19.49 CR |
| 2    | URS | Tat'jana Alekseeva, Irina Nazarova, Marija Pinigina, Ol'ga Vladykina     | 3:20.60    |
| 3    | EUR | Rositsa Stamenova, Erica Rossi, Alena Bulirová, Jarmila Kratochvílová    | 3:28.47    |
| 4    | AME | Norfalia Carabalí, Jocelyn Joseph, Molly Killingbeck, Ana Fidelia Quirot | 3:29.34    |
| 5    | USA | Susan Shurr, Judi Brown-King, Roberta Belle, Lillie Leatherwood          | 3:30.99    |
| 6    | OCE | Sharon Stewart, Andrea Wade, Maree Chapman, Debbie Flintoff-King         | 3:35.93    |
| 7    | AFR | Nawal El Moutawakel, Airat Bakare, Kehinde Vaughan, Doris Wiredu         | 3:36.86    |
| 8    | ASI | Vandana Rao, Emma Tahapary, Shiny Abraham, Pilavullakandi Usha           | 3:37.59    |

## Classifiche
| Pos. | Squadra          | Punti |
| ---- | ---------------- | ----- |
| 1    | Stati Uniti      | 123   |
| 2    | Unione Sovietica | 115   |
| 3    | Germania Est     | 114   |
| 4    | Europa           | 97,5  |
| 5    | Africa           | 81    |
| 6    | Americhe         | 80    |
| 7    | Oceania          | 65    |
| 8    | Asia             | 39,5  |

| Pos. | Squadra          | Punti |
| ---- | ---------------- | ----- |
| 1    | Germania Est     | 121   |
| 2    | Unione Sovietica | 105,5 |
| 3    | Europa           | 86    |
| 4    | Americhe         | 62,5  |
| 5    | Stati Uniti      | 61    |
| 6    | Oceania          | 52    |
| 7    | Asia             | 42    |
| 8    | Africa           | 41    |